# Liste des vicomtes de Brosse
Pour les articles homonymes, voir De Brosse.

Blason des vicomtes de Brosse

Les vicomtes de Brosse furent possesseurs du château de Brosse, situé dans l'Indre à Chaillac. Cette maison s'est éteinte en 1564,,,,.
Elle n'est pas à confondre avec la famille actuelle du même nom mais d'origine différente.

## Origines
Bernard Ier de Brosse, † vers 1105, gendre de Béraud Ier (vicomte de Bridiers (La Souterraine) et seigneur de Crozant), à l'origine de la branche des vicomtes de Brosse par son fils Géraud Ier, † après 1154, aussi vicomte de Bridiers et sire de Crozant en héritage de son cousin Béraud II en 1139. Les Brosse ont aussi dominé Saint-Benoît-du-Sault, Eguzon ou Argenton.
Les ruines du château féodal de Brosse château de Brosse (propriété privée) sont toujours visibles non loin de Saint-Benoît-du-Sault, où était établi un prieuré de l'abbaye de Saint-Benoît-sur-Loire placé sous la tutelle de ces vicomtes. En 1313, le titre de vicomte de Brosse passe dans la famille de Chauvigny de Châteauroux (héritière des princes de Déols seigneurs de Châteauroux) à la suite du mariage de Jeanne, fille unique de Jean de Brosse, dernier vicomte du nom (de la branche cadette des Brosse, qui assuma la vicomté à partir de Bérard et son fils Géraud II, aux alentours de 1200 : cf. ci-dessous), avec André II de Chauvigny de Châteauroux.
Dans la seconde moitié du XIIIe siècle, deux frères issus de la branche cadette des vicomtes de Brosse, Hugues II et Roger, s'allient à Isabelle et Marguerite – deux filles d'Ebbes de Déols, descendant puîné des comtes de Châteauroux – qui leur apportent en dot les seigneuries berrichonnes de Boussac, Sainte-Sévère et Huriel. Si l'on en croit le généalogiste berrichon Thaumas de la Thaumassière, la seigneurie de Boussac est alors érigée en vicomté : Pierre Ier de Brosse (mort en 1305/1315), fils de Roger, est qualifié de vicomte de Boussac et d'Huriel.
Louis Ier, fils de Pierre Ier de Brosse de Boussac, trouvera la mort lors de la bataille de Poitiers (septembre 1356). Ses deux fils lui succéderont à Boussac, d'abord Louis II (mort en 1398), puis Pierre II de Brosse (mort en 1422), époux de Marguerite de Malval, union d'où est issu le maréchal de Boussac, Jean de Brosse, un des compagnons de Jeanne d'Arc.
Ainsi, par le jeu des mariages, la vicomté de Brosse passe aux mains des Déols-Châteauroux-Chauvigny, alors que d'importants fiefs Déols-Châteauroux (Boussac, Ste-Sévère, Huriel) passent aux de Brosse !

## Vicomtes de Brosse
- Géraud Ier, fils de Bernard Ier et de la fille du vicomte Béraud Ier de Bridiers (voir ci-dessus)

Enfants : Bernard II ; Guillaume ; Gui ; Foulques vicomte de Bridiers ; Garnier ; Gui ; Bernard.
- Bernard II (ou Ier) (1105-1168), fils de Géraud de Brosse et d'Agnès de Liveran/Livéras/Liéras, vicomte de Brosse et de Bridiers.

Enfants : Bernard III ; Bérard (voir ci-dessous →). 
- Bernard III (II) ou Bertrand, † vers 1193/1198, fils de Bernard II de Brosse et de Philiberte de la Pastoresse.

Enfants : Bernard IV ; Aénor x Gaucelin V de Pierre-Buffière
- Bernard IV (III) (1172 - 1222), fils de Bernard III (Bertrand) et d'A(de)lmodis d'Angoulême, fille de Guillaume VI Taillefer. Époux d'Aumur de Thouars

Enfants : (Hugues Ier ?, plutôt fils de Géraud II) ; Guillaume (archevêque de Sens en 1258-67) ; Aliénor/Aénor x vers 1220 Thibaud IV Chabot.
Fin de la branche aînée (?)
- → Bérard ci-dessus, vicomte puîné (secondaire) de Brosse, frère cadet de Bernard III
- Géraud II (vers 1180-1239), fils de Bérard et d'Agathe de Preuilly fille de Pierre II Montrabel

Enfants : Hugues Ier ? ; Pierre, vicomte puîné de Brosse ; Elie, chanoine de St-Etienne de Bourges
- [[:Hugues Ier]] (d) (1210 - 1274), fils de Géraud II (ou peut-être de Bernard IV ?).

Enfants : Hugues II ; Roger (seigneur de Boussac, ci-dessous).
- Hugues II (1236 - 1297), fils de Hugues Ier et de Guiburge Palesteau/Palestel, dame de Sainte-Sévère et Dun, vicomtesse de Châteauclos (Anzême, Bourg d'Hem, La Celle, Champsanglard, Jouillat, Bonnat...) ; épouse Isabelle de Déols puis Aénor de Brenne dame de Pocé-sur-Cisse (fille de Geoffroi III de Brenne sire de Pocé et Rochecorbon).

Enfants : Jean/Pierre ; Hélie de Châteauclos ; Guillaume ; Aliénor.
- Jean ou Pierre (1265 - ), fils de Hugues II (et d'Isabelle de Déols, fille d'Ebbes/Ebles III, d'une branche puînée des princes de Déols seigneurs de Châteauroux ? ou plutôt d'Aénor de Brenne, car Pocé-sur-Cisse, fief d'Aénor de Brenne, passe bien aux de Brosse puis aux Chauvigny-Châteauroux, et c'est Guy II de Chauvigny-Châteauroux qui le vend à Jean III de Bueil en 1382), sire de Boussac, Huriel, Châteaumeillant.
- Jeanne, † vers 1348, fille de Jean/Pierre ; x vers 1313/1314 André II de Chauvigny de Châteauroux (1281-vers 1358, aussi issu des princes de Déols ; voir à l'article Châteauroux la suite des Chauvigny-Déols-Châteauroux, vicomtes de Brosse jusqu'à André III ou IV, † en 1502/1503, petit-fils de Guy III de Chauvigny-Châteauroux, lui-même arrière-petit-fils d'André II et Jeanne de Brosse). Puis on trouvera des vicomtes de Brosse membres des Maisons de Bourbon-Montpensier et d'Orléans... ; et d'autres encore, issus d'Antoinette de Chauvigny de Châteauroux, fille de Guy III et tante d'André III ou IV : les Maillé et les Laval-Loué.

## Branche cadette: les Brosse, barons de Boussac
(cette branche n'a pas la vicomté de Brosse)

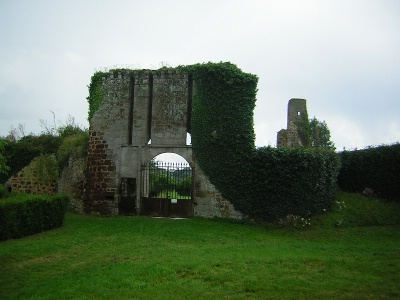
Ruines du Château de Brosse

À la mort du vicomte Jean, la lignée familiale de Brosse se poursuit dans les mâles avec les descendants de Roger de Brosse ci-dessus (frère cadet d'Hugues II ; † vers 1287 ; épouse vers 1256 Marguerite de Déols sœur d'Isabelle ci-dessus), seigneur de Ste-Sévère, seigneur de Boussac, Huriel, Lapeyrouse, par son mariage avec Marguerite de Déols fille d'Ebles, puîné des princes de Déols de Châteauroux (voir l'introduction).
- Pierre Ier (1274-1315), fils de Roger et de Marguerite de Déols, et mari de Blanche/Marguerite fille Jean Ier de Sancerre ; son frère est Guillaume de Brosse, évêque du Puy (1317-1318) puis de Meaux (1318-1321), archevêque de Bourges (1321-31) puis de Sens (1331-38) ; leur sœur Belleassez, x Ithier IV de Magnac, Bouesse et Cluis-Dessus

Enfants : Louis Ier ; Pierre d'Huriel
- Louis Ier (1304-1356 à la bataille de Poitiers), fils de Pierre Ier et de Blanche/Marguerite de Sancerre, elle-même fille du comte Jean Ier, tué à la Bataille de Poitiers (1356), et de Marie fille de Guillaume II de Vierzon et de Blanche de Joigny dame de Cézy ; x 1° Constance de La Tour d'Olliergues, et x 2° Jeanne de St-Vérain-des-Bois (-en-Puisaye)-La Celle dame de Cézy (Jeanne pouvait tenir ce fief en douaire de son mari Louis, dont la mère Blanche/Marguerite de Sancerre descendait, par sa propre mère Marie de Vierzon, des Joigny, sires de Cézy, comme on vient de le voir ; Jeanne avait peut-être aussi des droits sur Cessy en Donziois, assez proche de St-Vérain, mais qui semble plutôt relever de son propre prieuré)

Enfants : 1° Louis II ; Pierre II ; Isabelle, x Guichard de Culant : parents de l'amiral Louis de Culan ; Jeanne, x Godemar (II) de Lignières-Méréville et Mennetou ; 2° Marguerite, x Guillaume V comptour d'Apchon ; et Blanche, dame de Cézy, épouse de Guy Ier de Chauvigny de Châteauroux vicomte de Brosse (les Chauvigny de Châteauroux vicomtes de Brosse sont évoqués ci-dessus et ci-dessous ; d'où < Guy II) : ils s'intitulent aussi barons de Boussac
- Louis II (mort en 1390/1398), fils de Louis Ier et de Constance de La Tour d'Olliergues fille de Bertrand III et tante de Bertrand IV ; sans postérité de Marie d'Harcourt de La Ferté-Imbault
- Pierre II (1345 - 1422), fils de Louis Ier et de Constance de La Tour d'Olliergues ; x Marguerite de Malval

Enfants : Jean Ier ; Antoinette ; Blanche , x Guérin de Brion ; Catherine, x Blain III Le Loup de Bellenave de Beauvoir sénéchal de Bourbonnais ; Marguerite, x Pierre de Menou.
- Jean Ier (1375/1376-1433). Maréchal de France, le maréchal de Boussac compagnon de Jeanne d'Arc, fils de Pierre II et de Marguerite de Malval, de La Forêt et de Château-Clos[7] ; x 1419 Jeanne de Naillac (et Château-Naillac, Le Blanc), vicomtesse de Bridiers (à La Souterraine)

Enfants : Jean II ; Margueritec, x Germain de Vivonne de La Châtaigneraie ; Blanche, x Jean II-IV de Roye-Busancy.
- Jean II (1423-1482), vicomte de Bridiers, fils du maréchal Jean Ier et de Jeanne de Naillac ; x Nicole de Bretagne

Enfants : Jean III ; Antoine qui continue les sires de Malval ; Paule dame d'Huriel (1478), comtesse de Nevers ; Claudine duchesse de Savoie ; Bernarde marquise de Montferrat ; Hélène, marquise de Montferrat.

## Les Brosse, barons de Boussac, vicomtes de Bridiers, comtes de Penthièvre
Après le mariage en 1437 de Jean II de Brosse de Boussac ci-dessus avec Nicole de Penthièvre (Maison de Châtillon-Blois-Bretagne), les seigneurs de Boussac prennent de titre de comtes de Penthièvre et barons de L'Aigle.
- Jean III (mort en 1502), comte de Penthièvre et vicomte de Bridiers, fils de Jean II et de Nicole de Penthièvre ; x Louise de Laval-Montfort.

Enfants : René ; Madeleine, x 1° Janus de Savoie-Genevois-Faucigny, x 2° François baron d'Avaugour comte de Vertus et de Goëlo fils du duc François II de Bretagne ;  François ; Isabeau dame de Sainte-Sévère, x Jean IV de Rieux ; Marguerite ; Catherine, x Jean III du Pont-l'Abbé et Rostrenen.
- René (1470-1524/1525), comte de Penthièvre et vicomte de Bridiers, fils de Jean III et de Louise de Laval-Montfort fille de Guy XIV ; x Jeanne de La Clyte de Commines ; Tué à la Bataille de Pavie.

Enfants : François ; Jean ; Charlotte, mère de Sébastien de Luxembourg  ci-dessous ; Jeanne sans postérité x René de Laval baron de Bressuire et de Maillé sire de La Mothe-Saint-Héray et vicomte de Brosse (de la branche Châteauroux-Chauvigny évoquée ci-dessus, venue d'Antoinette de Chauvigny de Châteauroux) ; Françoise, x Claude Gouffier deuxième duc de Roannais, d'où postérité.
- Jean IV (1505-1564/1565), comte puis premier duc d'Étampes (mari complaisant et sans postérité d'Anne de Pisseleu, favorite de François Ier), comte de Penthièvre et vicomte de Bridiers, fils de René et de Jeanne de La Clyte de Commines d'Argenton-Château, fille du chroniqueur.
- Sébastien de Luxembourg, duc d'Étampes et de Penthièvre, vicomte de Martigues, neveu de Jean IV (par sa mère Charlotte de Brosse de Boussac, épouse en 1526 de François de Luxembourg), lui succéda aussi comme sire de Boussac (son frère aîné Charles de Martigues x Claudine de Foix-Lautrec : mariage tragique vers 1550 à Boussac : des galeries s'effondrent lors de la fête ; et leur sœur Madeleine x Georges de La Trémoille de Royan et d'Olonne fils de François, furent aussi seigneurs de Boussac) ; x Marie de Beaucaire.
- Les descendants de Sébastien eurent Boussac – sa fille Marie de Luxembourg (1562-1623) épouse en 1575 ou 1579 Philippe-Emmanuel de Lorraine, duc de Mercœur (1558-1602 ; il cède un temps Boussac à sa demi-sœur la reine Louise jusqu'à la mort de celle-là en 1601) : parents de Françoise de Lorraine-Mercœur (1592 † 1669), mariée en 1609 à César de Bourbon (1594 † 1665), duc de Vendôme, de Beaufort et d'Étampes, fils naturel d'Henri IV – jusqu'en janvier 1640, date à laquelle Boussac fut vendu à Henri-Auguste de Loménie comte de Brienne, qui vendit en 1649 à Jean de Reilhac/Rilhac (-Xaintrie) marquis de Boussac (époux de Catherine-Madeleine de Grillot de Brissac < leur fils François de Rilhac, x Jeanne-Armande de La Roche-Aymon < Louis-Marie-Albert < Louise-Françoise-Armande x 1730 François-Jean-Baptiste de Carbonnières (cf. Messac et Merle) de Saint-Brice < Charles-Henri de Carbonnières, dernier baron de Boussac en 1789).